# 丽园蛛
丽园蛛（学名：Araneus decentella）为园蛛科园蛛属的动物。分布于孟加拉、印度以及中国大陆的上海等地。